# Перес де Куэльяр, Хавьер
Хавье́р Пе́рес де Куэ́льяр де ла Ге́рра (исп. Javier Pérez de Cuéllar y de la Guerra; 19 января 1920, Лима, Перу — 4 марта 2020, там же) — перуанский государственный деятель и дипломат, пятый генеральный секретарь ООН с 1 января 1982 по 31 декабря 1991 года. С 2000 по 2001 годы был премьер-министром Перу.

## Биография
Родился 19 января 1920 в Лиме, Перу.
Хавьер Перес де Куэльяр стал работать в Министерстве международных отношений Перу с 1940 года, позже, в 1944 году, перешёл на дипломатическую службу. Работал в посольствах Перу во Франции, Великобритании, Боливии и Бразилии. В 1964 году был назначен послом Перу в Швейцарии, в 1969—1971 — посол Перу в СССР и Польше, а в 1977—1979 — в Венесуэле. Кроме того, в 1971—1982 годах Хавьер Перес де Куэльяр возглавлял перуанскую делегацию в ООН.
В 1981 году было проведено 16 туров голосования, прежде чем было принято решение о назначении де Куэльяра Генеральным секретарем. Будучи с 1 января 1982 года избран Генеральным секретарём ООН, проработал на этом посту два срока, активно участвуя как посредник во многих конфликтах.
В 1987 году де Куэльяру было присвоено звание почётного гражданина Загреба.
В 1995 году участвовал в выборах на пост президента Перу, но набрал 22 % голосов, уступив Альберто Фухимори.
В 2000—2001 годах Перес де Куэльяр — премьер-министр и министр иностранных дел Перу, а в 2002—2004 — председатель Конгресса Латинского Союза.
Некоторое время работал профессором международного права в Дипломатической академии Перу и профессором международных отношений в Академии воздушных войск Перу.
Скончался 4 марта 2020 года у себя дома в Лиме на 101-м году жизни.

## Награды
Награды Перу:
| Страна | Дата | Награда                                    | Награда                                    | Литеры |
| ------ | ---- | ------------------------------------------ | ------------------------------------------ | ------ |
| Перу   | -    | Кавалер Большого креста ордена Солнца Перу | Кавалер Большого креста ордена Солнца Перу |        |
| Перу   | -    | Кавалер Большого креста ордена Заслуг      | Кавалер Большого креста ордена Заслуг      |        |

Награды иностранных государств:
| Страна                   | Дата                            | Награда                                                                              | Награда                                                                              | Литеры |
| ------------------------ | ------------------------------- | ------------------------------------------------------------------------------------ | ------------------------------------------------------------------------------------ | ------ |
| Аргентина                | -                               | Кавалер цепи ордена Освободителя Сан-Мартина                                         | Кавалер цепи ордена Освободителя Сан-Мартина                                         |        |
| Аргентина                | -                               | Кавалер Большого креста ордена Мая                                                   | Кавалер Большого креста ордена Мая                                                   |        |
| Боливия                  | -                               | Кавалер Большого креста ордена Кондора Анд                                           | Кавалер Большого креста ордена Кондора Анд                                           |        |
| Боливия                  | -                               | Кавалер Большого креста ордена Симона Боливара                                       | Кавалер Большого креста ордена Симона Боливара                                       |        |
| Бразилия                 | -                               | Кавалер Большого креста ордена Риу-Бранку                                            | Кавалер Большого креста ордена Риу-Бранку                                            |        |
| Бразилия                 | -                               | Кавалер Большого креста ордена Южного Креста                                         | Кавалер Большого креста ордена Южного Креста                                         |        |
| Великобритания           | -                               | Почётный кавалер Большого креста ордена Святых Михаила и Георгия                     | Почётный кавалер Большого креста ордена Святых Михаила и Георгия                     | GCMG   |
| Венесуэла                | -                               | Кавалер Большой ленты ордена Освободителя                                            | Кавалер Большой ленты ордена Освободителя                                            |        |
| Венесуэла                | -                               | Кавалер ордена Франсиско Миранды 1-го класса                                         | Кавалер ордена Франсиско Миранды 1-го класса                                         |        |
| Германия                 | -                               | Кавалер Большого креста ордена «За заслуги перед Федеративной Республикой Германия»  | Кавалер Большого креста ордена «За заслуги перед Федеративной Республикой Германия»  |        |
| Доминиканская Республика | -                               | Кавалер Большого креста с золотой звездой ордена Заслуг Хуана Пабло Дуарте           | Кавалер Большого креста с золотой звездой ордена Заслуг Хуана Пабло Дуарте           |        |
| Иордания                 | -                               | Кавалер Большой звезды ордена Возрождения                                            | Кавалер Большой звезды ордена Возрождения                                            |        |
| Колумбия                 | -                               | Кавалер Большого креста ордена Бояки                                                 | Кавалер Большого креста ордена Бояки                                                 |        |
| Республика Корея         | -                               | Кавалер ордена «За дипломатические заслуги» 1-го класса                              | Кавалер ордена «За дипломатические заслуги» 1-го класса                              |        |
| Ливан                    | -                               | Кавалер Большой ленты ордена Кедра                                                   | Кавалер Большой ленты ордена Кедра                                                   |        |
| Лихтенштейн              | -                               | Кавалер Большого креста с бриллиантами ордена Заслуг Княжества Лихтенштейн           | Кавалер Большого креста с бриллиантами ордена Заслуг Княжества Лихтенштейн           |        |
| Люксембург               | -                               | Кавалер Большого креста ордена Дубовой короны                                        | Кавалер Большого креста ордена Дубовой короны                                        |        |
| Мексика                  | -                               | Кавалер цепи ордена Ацтекского орла                                                  | Кавалер цепи ордена Ацтекского орла                                                  |        |
| Панама                   | -                               | Кавалер Большого креста ордена Васко Нуньеса де Бальбоа                              | Кавалер Большого креста ордена Васко Нуньеса де Бальбоа                              |        |
| Парагвай                 | -                               | Кавалер Большого креста ордена Заслуг                                                | Кавалер Большого креста ордена Заслуг                                                |        |
| ПНР                      | 1989                            | Орден Заслуг перед Польской Народной Республикой                                     | Орден Заслуг перед Польской Народной Республикой                                     |        |
| Польша                   | -                               | Кавалер Большого креста ордена Заслуг перед Республикой Польша                       | Кавалер Большого креста ордена Заслуг перед Республикой Польша                       |        |
| Сальвадор                | -                               | Кавалер Большого креста с Золотой звездой Национального ордена Хосе Матиаса Дельгадо | Кавалер Большого креста с Золотой звездой Национального ордена Хосе Матиаса Дельгадо |        |
| Того                     | -                               | Кавалер Большого креста ордена Моно                                                  | Кавалер Большого креста ордена Моно                                                  |        |
| Франция                  | -                               | Кавалер Большого креста ордена Почётного легиона                                     | Кавалер Большого креста ордена Почётного легиона                                     |        |
| Франция                  | -                               | Кавалер Большого креста Национального ордена «За заслуги»                            | Кавалер Большого креста Национального ордена «За заслуги»                            |        |
| Эквадор                  | -                               | Кавалер Большого креста Национального ордена Заслуг                                  | Кавалер Большого креста Национального ордена Заслуг                                  |        |
| Эквадор                  | -                               | Кавалер 1 класса ордена Звезды Абдона Кальдерона                                     | Кавалер 1 класса ордена Звезды Абдона Кальдерона                                     |        |
| Япония                   | -                               | Кавалер ордена Священного сокровища 1-го класса                                      | Кавалер ордена Священного сокровища 1-го класса                                      |        |
| Италия                   | 6 апреля 1961 —                 | Гранд-офицер ордена «За заслуги перед Итальянской Республикой»                       | Гранд-офицер ордена «За заслуги перед Итальянской Республикой»                       |        |
| Испания                  | 1987                            | Лауреат Премии Принца Астурийского за международное сотрудничество                   | Лауреат Премии Принца Астурийского за международное сотрудничество                   |        |
| Испания                  | 22 ноября 1991 —                | Кавалер цепи                                                                         | ордена Изабеллы Католической                                                         |        |
| Испания                  | 25 апреля 1984 — 22 ноября 1991 | кавалер Большого креста                                                              | ордена Изабеллы Католической                                                         |        |
| Португалия               | 1 марта 1996 —                  | Кавалер Большого креста ордена Свободы                                               | Кавалер Большого креста ордена Свободы                                               | GCL    |
| США                      | 12 декабря 1991 —               | Президентская медаль Свободы                                                         | Президентская медаль Свободы                                                         |        |
| Россия                   | 13 октября 2009                 | Медаль Пушкина                                                                       | Медаль Пушкина                                                                       |        |